# 宮岡寿雄
宮岡 寿雄（みやおか としお、1930年（昭和5年）1月1日 - 2000年（平成12年）5月6日）は、昭和から平成期の地方公務員、政治家。松江市長（2期）。

## 経歴
島根県隠岐郡知夫村出身。旧制島根県立松江中学校（現島根県立松江北高等学校）を1946年に卒業。旧制福知山専門学校（新制山陰短期大学の母体）卒業。
1950年から神戸市役所に勤める。神戸市役所に勤務しながら、1953年神戸経済大学二部経営学科（現神戸大学経営学部）を卒業する。市民相談部長、水道局総務部長、経済局長を歴任し、1979年神戸ポートアイランド博覧会事務局長に就任。1981年の開催を成功させた。同年、神戸市助役に就任。
1989年まで助役を務め、同年の神戸市長選挙に立候補したが、技術系の助役であった笹山幸俊に敗れ落選した。
その後、1993年に松江市長選挙に立候補し、現職の石倉孝昭を破り初当選した。1997年にも再選。2000年、在職中に死去した。